# 穆旭
穆旭（1987年3月6日—），是一名中国足球运动员，司职门将，效力于湖南湘涛。